# 2147483647

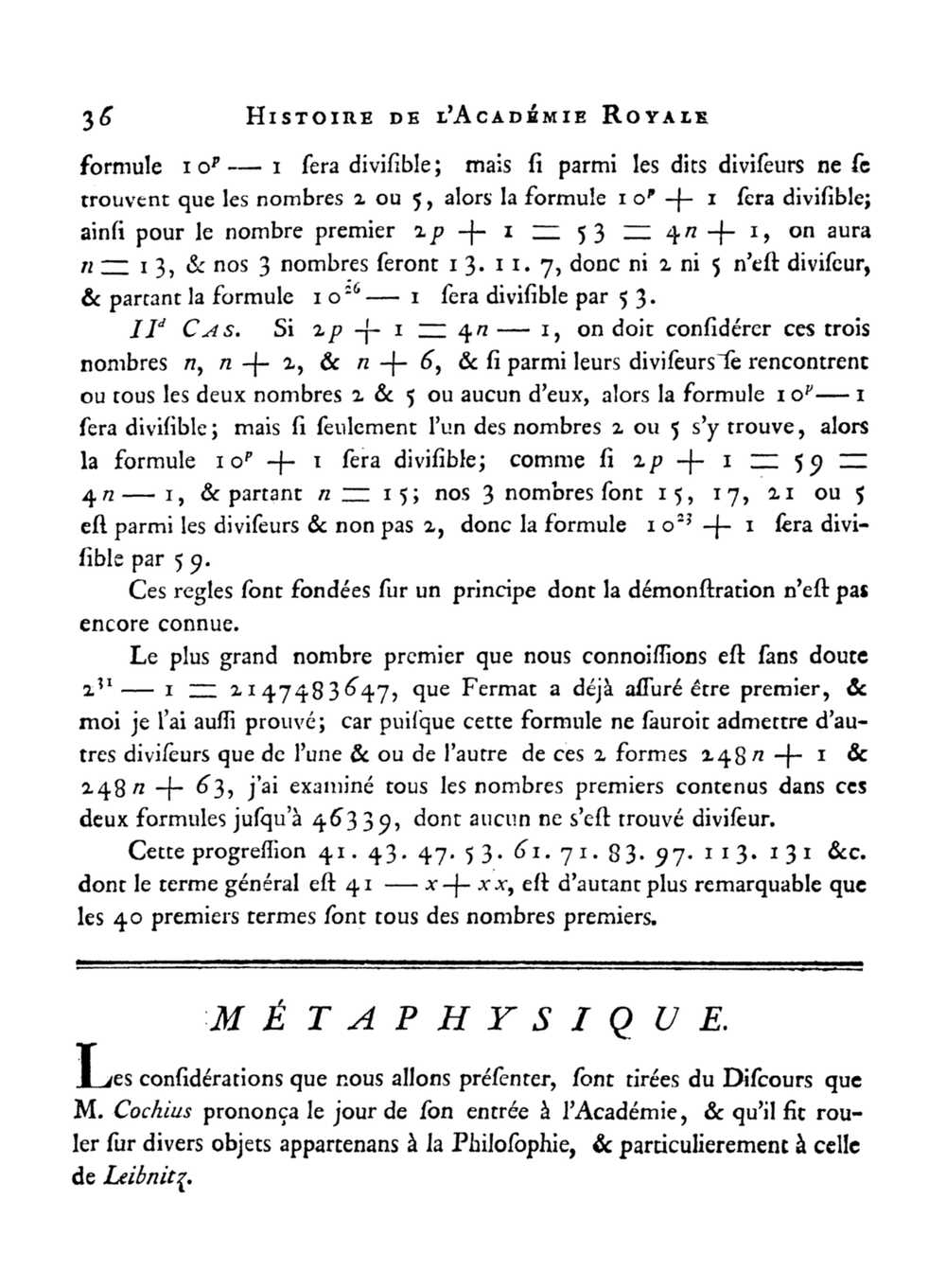
Lettera di Eulero a Daniel Bernoulli

Il numero 2 147 483 647 è l'ottavo numero primo di Mersenne. La primalità del numero, esprimibile come {\displaystyle 2^{31}-1}, è stata scoperta da Eulero nel 1772.
Fino al 1867 tale numero era il più grande numero primo noto.

## Informatica
2 147 483 647 è il valore massimo che può assumere un numero intero con segno rappresentato mediante una variabile a 32 bit. La sua presenza è legata ad una condizione di overflow.

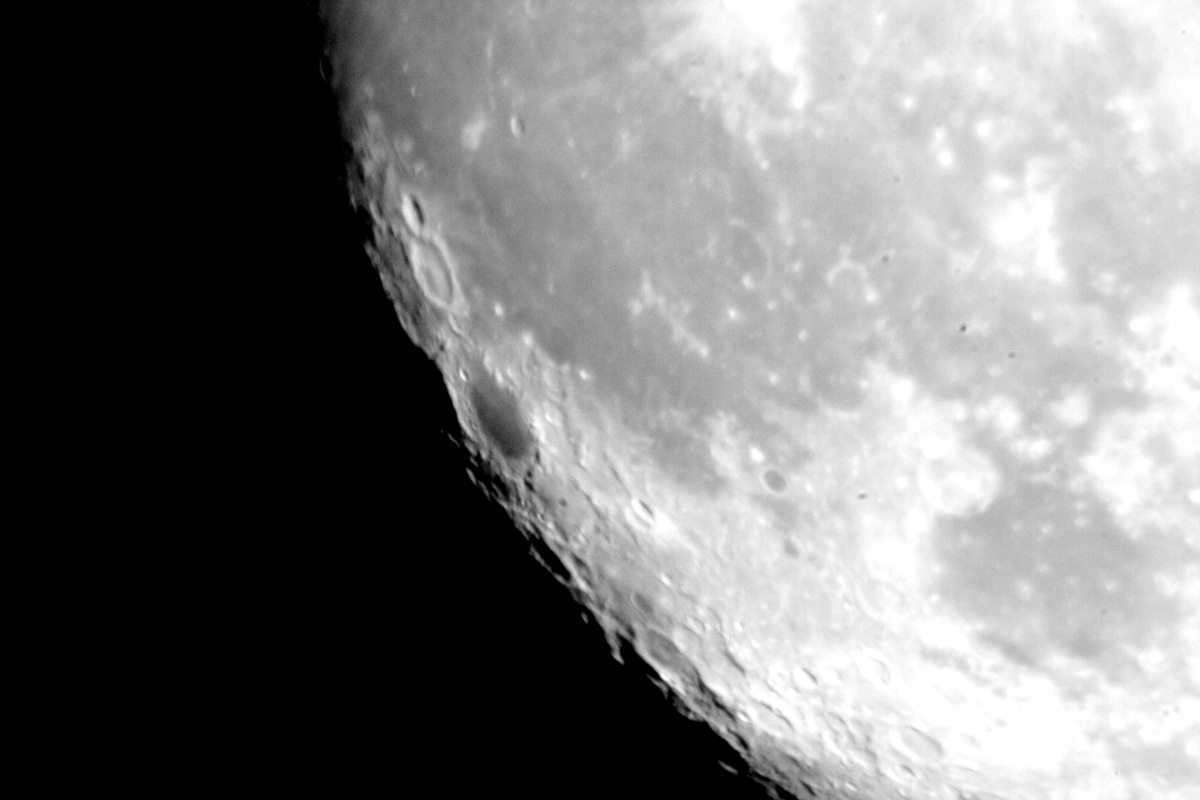
Nei dati Exif di quest'immagine viene erroneamente dichiarato che l'apertura è pari a 2147483647.

I sistemi che utilizzano il tempo Unix calcolano la data e l'ora utilizzando il numero di secondi trascorsi dalla mezzanotte del 1º gennaio 1970. Se tale dato viene implementato come un valore intero a 32 bit con segno, l'istante di tempo più lontano rappresentabile, cioè quello legato al massimo valore che il numero può assumere, corrisponde alle ore 03:14:07 del 19 gennaio 2038; un secondo dopo il numero diventerebbe negativo e ciò porterebbe ad indicare una data del 1901. Questo problema esiste realmente in molti sistemi ed è noto come "bug dell'anno 2038" (anche se si può presentare in qualsiasi momento, nel caso in cui venga richiesto di processare istanti temporali successivi a quello incriminato).
Nel dicembre 2014 Google ha scherzosamente annunciato che YouTube ha dovuto modificare il contatore delle visualizzazioni, fino a quel momento implementato come intero a 32 bit, poiché per la prima volta un video, quello del brano musicale Gangnam Style del cantante sudcoreano Psy, aveva superato i 2 miliardi di visite.
Nel giugno 2017 l'app iOS di Chess.com ha smesso di funzionare sui dispositivi Apple a 32 bit prodotti prima del 2013 poiché era stata giocata la partita di scacchi numero 2 147 483 647.